# Gare de Lestelle
La gare de Lestelle est une gare ferroviaire française de la ligne de Toulouse à Bayonne, située sur le territoire de la commune de Lestelle-de-Saint-Martory, dans le département de la Haute-Garonne, en région Occitanie. 
Elle est mise en service en 1908 par la Compagnie des chemins de fer du Midi et du Canal latéral à la Garonne. 
C'était une halte voyageurs de la Société nationale des chemins de fer français (SNCF) desservie par des trains régionaux TER Occitanie, point d'arrêt supprimé en 2022..

## Situation ferroviaire
Établie à 299 mètres d'altitude, la gare de Lestelle est située au point kilométrique (PK) 74,607 de la ligne de Toulouse à Bayonne, entre les gares de Saint-Martory et de Labarthe-Inard.
La gare dépend de la région ferroviaire de Toulouse. Elle est équipée de deux quais : le quai 1 dispose d'une longueur utile de 125 m pour la voie 1, le quai 2 d'une longueur utile de 125 m pour la voie 2.

## Histoire
Le 6 août 1908, le Conseil d'arrondissement de Saint-Gaudens indique que l'ouverture de la halte de Lestelle est actée et pour une ouverture rapide il émet le vœu qu'il n'y ait plus de retard pour l'autorisation de la perception des surtaxe afin qu'elle puisse être desservie par les trains. En 1911, le Conseil général qui a demandé l'arrêt de tous les trains ordinaires, obtient pour réponse qu'il y a eu seulement 5 415 voyageurs à l'utiliser en 1909, soit une moyenne de 3,7 par train, mais que la Compagnie des chemins de fer du Midi et du Canal latéral à la Garonne accepte l'arrêt du train 515, à partir du premier juillet, pour satisfaire l'assemblée.
En 2014, selon les estimations de la SNCF, la fréquentation annuelle de la gare était de 530 voyageurs.
En 2022, le point d'arrêt de Lestelle est supprimé. Les gares les plus proches sont Saint-Gaudens et Saint-Martory.

## Service des voyageurs

### Accueil
Halte SNCF, c'est un point d'arrêt non géré (PANG) à entrée libre.

### Desserte
Lestelle était desservie par des trains TER Occitanie qui effectuent des missions entre les gares de Toulouse et Montréjeau - Gourdan-Polignan, ou de Pau.

### Intermodalité
Un parking pour les véhicules est aménagé.